# Campoplex erythromerus
Campoplex erythromerus är en stekelart som beskrevs av Henry Lorenz Viereck 1925. Campoplex erythromerus ingår i släktet Campoplex och familjen brokparasitsteklar. Inga underarter finns listade.